# KTM・1190RC8
1190RC8（1190アールシー8）は、WSBK（ワールドスーパーバイク選手権）の参加を視野に2008年よりKTM Sportmotorcycle AGが製造する、4ストローク1,148 ccのオートバイである。同社が製造するオートバイの中で最も高いエンジン性能、走行性能を有し、同社のスーパースポーツ分野でのイメージ牽引を担う。2010年には上位互換のRモデルが新設された。エンジンはボアが2 mm拡張され1,194 ㏄に変更。ハンドルの角度やステップ高、シート高等、細かく設定を変更できるのもレーサーバイクならでは。一時はスタンダードモデルとRモデルの併売という形で販売していたが2011年からRモデルのみになる。2016年に生産終了。

## 概要
軽量な車体に水冷Vツインエンジンを搭載した1,000 ccクラスのスーパースポーツである。キスカデザインによる大胆でアグレッシブな造形を持ち、外装のほとんどはつや消し処理がしてある。各部装備しているパーツには抜かりが無く、前後WP製フルアジャスタブルサスペンションを装備。キャリパーも前後ブレンボ製でフロントは4ポッドラジアルキャリパー、リアには2ポッドキャリパー。ホイールには軽量なマルケジーニ製鍛造ホイールを装備、KTMの本気がうかがえる。それらの要素を踏まえ、さぞ扱いづらいピーキーなエンジン特性かと思いきや低回転から高回転までフレキシブルで扱い易いエンジン特性を持ち、レーサータイプとしてはハンドルが比較的高く楽なポジションも相まって非常に乗りやすいキャラクターが与えてある。乗車フィーリングはまるでモタードバイクにカウルを取り付けたような独特なフィーリングを持ち、リッターSSとしてはライディングの自由度は大変高い。さらには車体が軽量であることもあり、ウィリー走行やドリフト走行などを行うエクストリーム系のライダーにも好まれる特性を持っている。

## レース戦績
- 2010年、IDM ドイツスーパーバイク選手権では、その基本性能の高さを遺憾なく発揮し、マニファクチャラーズタイトルを獲得した。
- IDM ドイツスーパーバイク選手権にてMartin Bauerが7冠を達成。
- 2012年、KTM HAMAGUCHIレーシングチームが鈴鹿8時間耐久ロードレースに出場。151周目でリタイア。
- 2013年、KTM HAMAGUCHI BAKUON RACINGが鈴鹿8時間耐久ロードレースに出場。47位で完走。
- 2014年、HAMAGUCHIレーシングチームが鈴鹿8時間耐久ロードレースに出場。52位で完走。
- 2014年、TEAM HOOTERS with 斉藤祥太が鈴鹿8時間耐久ロードレースに出場。46位で完走。

## 画像

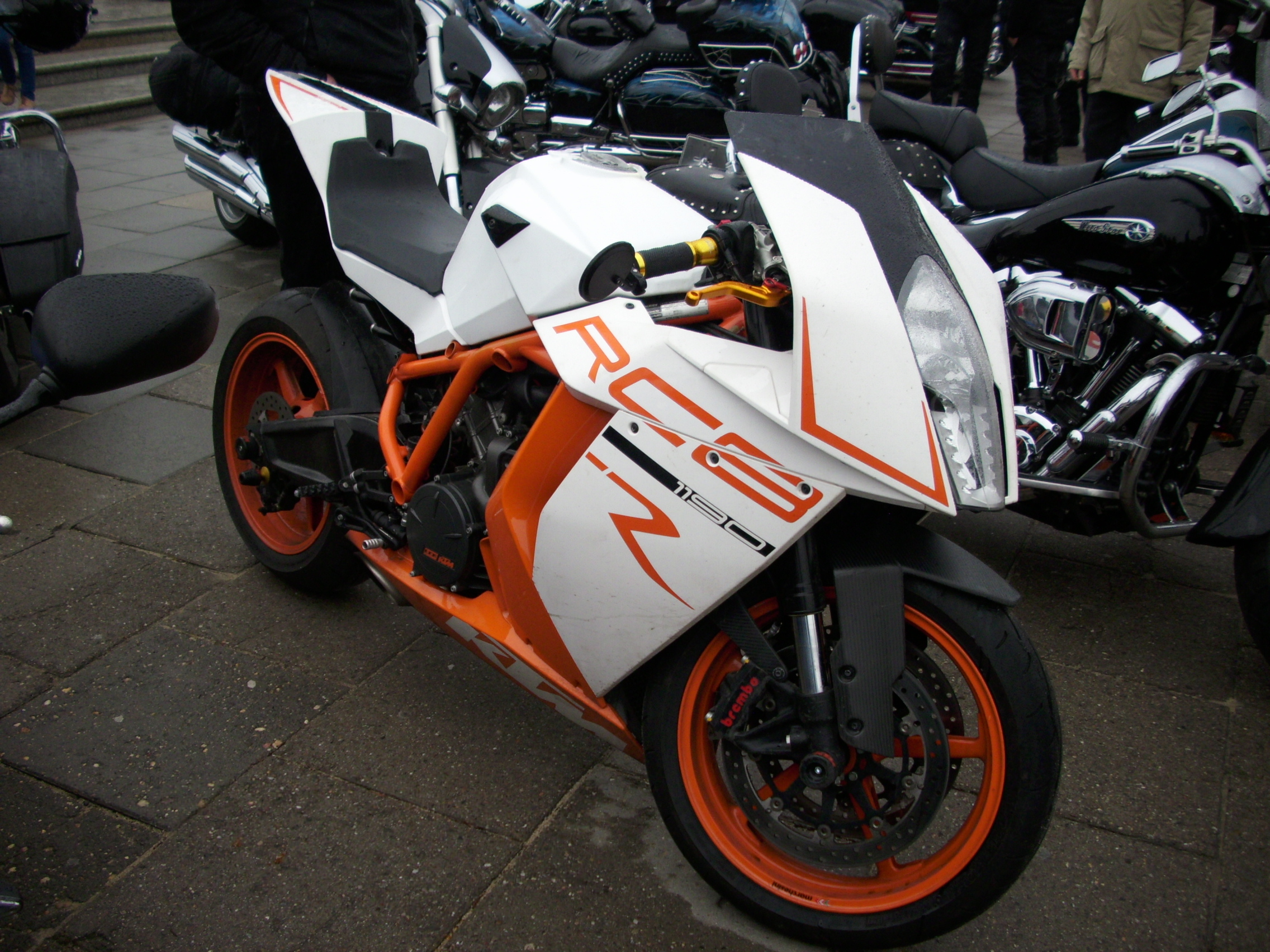
KTM RC8R
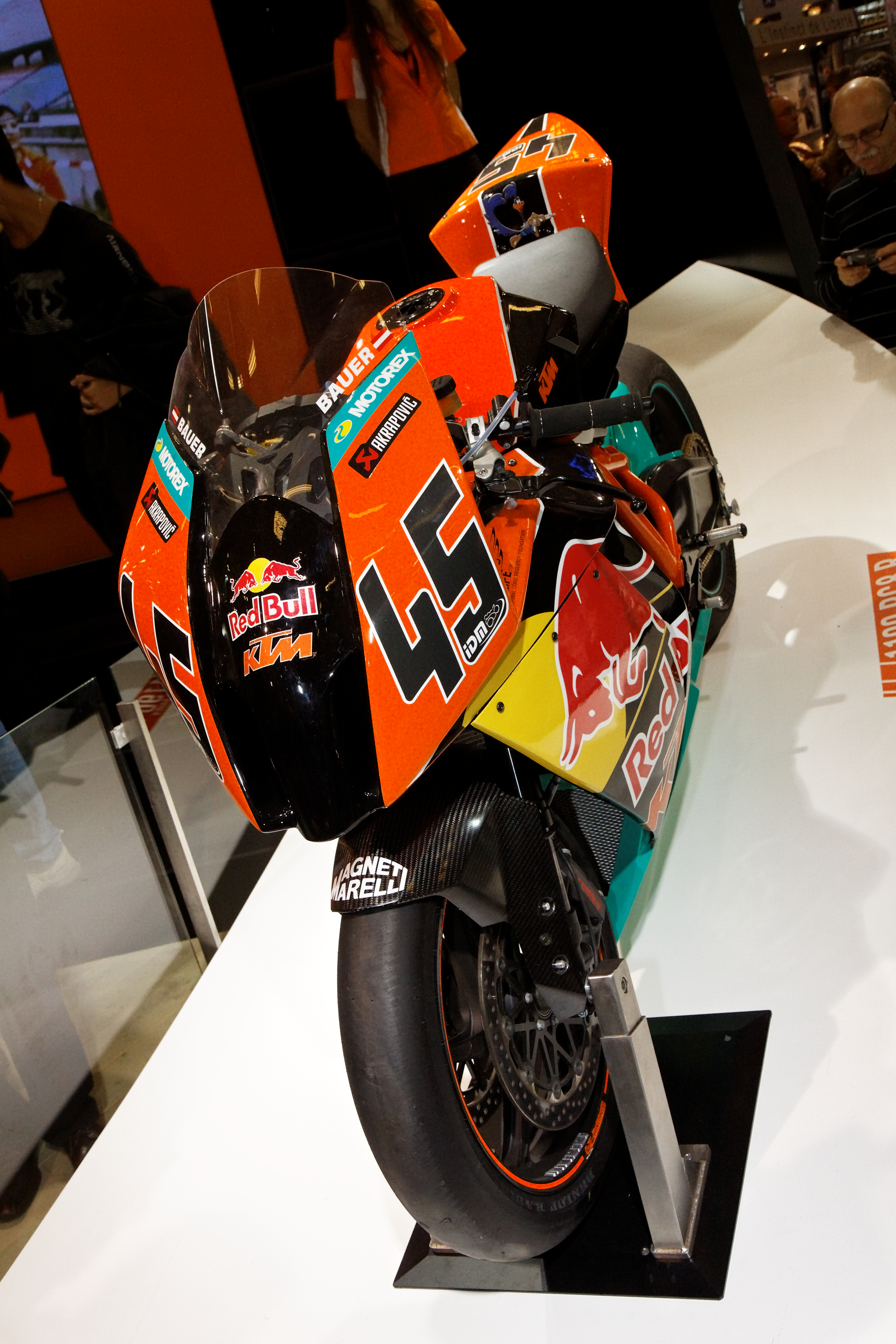
IDM KTM Redbull Racing TeamのRC8R
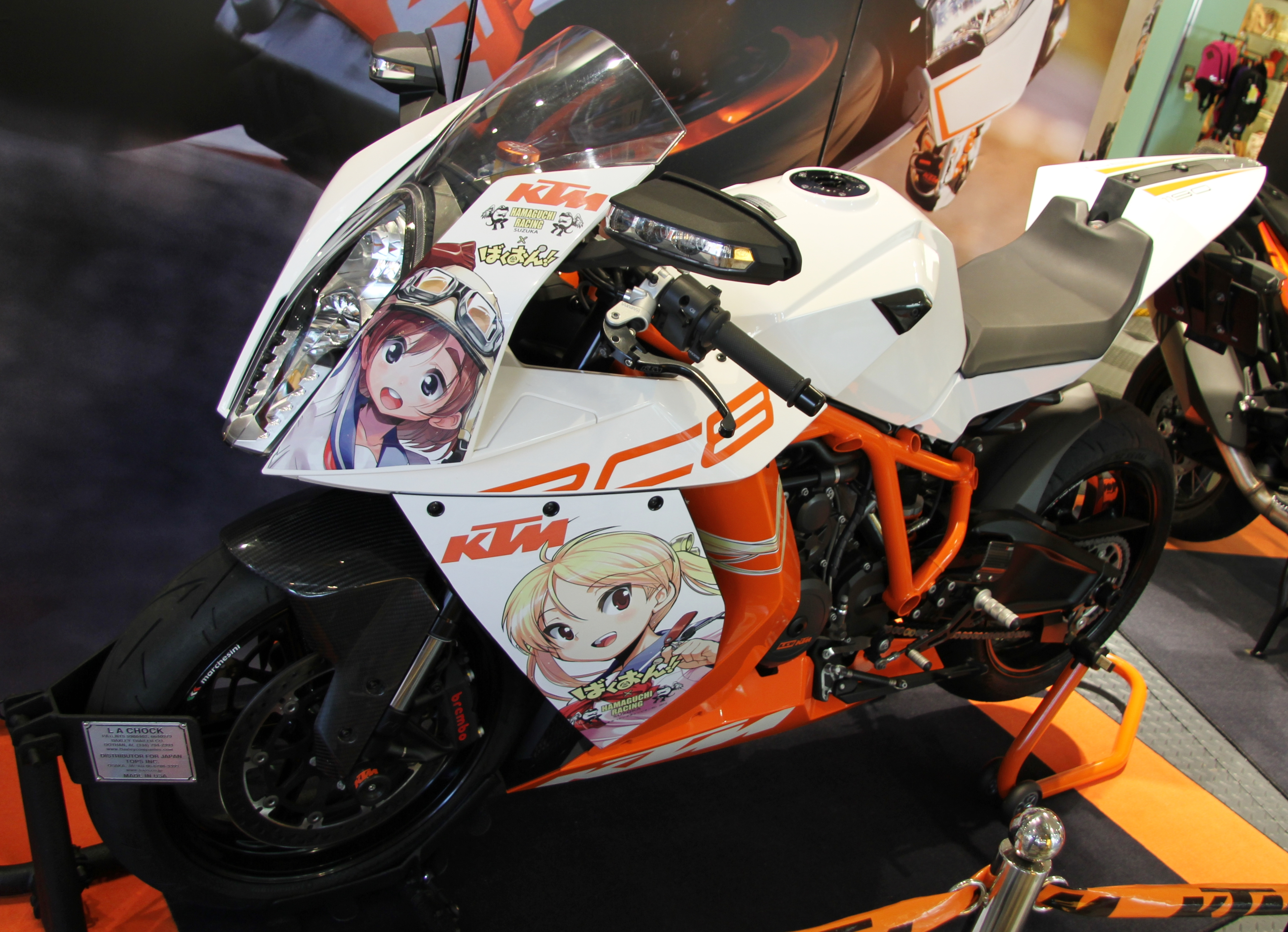
Hamaguchiばくおん!!レーシングチームのRC8R